# ArcView
ArcView – podstawowa licencja pakietu ArcGIS klasy desktop firmy ESRI. Zapewnia wysokiej jakości wizualizację kartograficzną, narzędzia do zarządzania i analizowania danych geograficznych oraz podstawowe narzędzia do tworzenia i edycji tych danych. Najnowsza wersja - 10.0 PL.
Licencja ArcView umożliwia:
- wsparcie w podejmowaniu decyzji, przy wykorzystaniu danych geograficznych
- wizualizację danych przestrzennych i przeprowadzanie na tych danych analiz
- szybkie i proste tworzenie nowych zestawów danych
- wysokiej jakości opracowania kartograficzne
- zarządzanie wszystkimi plikami, bazą danych, danymi pochodzącymi z Internetu z poziomu jednej aplikacji
- dostosowanie interfejsu użytkownika do realizacji konkretnych zadań